# 愛の流星
『愛の流星』（あいのりゅうせい）は、東海テレビ制作・フジテレビ系列で、1999年7月5日～9月24日に放送された昼ドラマである。

## キャスト
- 二宮ひかり：奥山佳恵
- 神永陽一郎：松村雄基
- 白川七海：小林千香子
- 石山正治：山口粧太
- 二宮朋子：姿晴香
- 白川啓介：寺田農
- 田中隆三
- 船場牡丹
- 萬雅之
- 大原真理子
- 三谷侑未
- 福家美峰
- 岡田理江
- 田崎那奈
- 沼崎悠
- 上垣寛朗
- 中島元
- 佐藤亮太
- 今村公一
- 足立建夫
- 栗原美香
- 谷口香
- 山本エレナ
- 鳳プロ
- セントラル子供劇団

## スタッフ
- 企画：出原弘之
- 演出：西本淳一、牧時範、崎田憲一
- 演出補：皆川智之
- 演出助手：福島耕二
- 制作主任：根津文紀
- プロデューサー：大久保直実、高木秀隆、鶴啓二郎
- プロデューサー補：若槻佐知子、鈴木辰明
- 脚本：田部俊行、いずみ玲
- 音楽：梅林茂
- デザイナー：金子幸雄
- TD：末廣健治
- 技術：ビデオフォーカス
- カメラ：深野雄一
- 照明：大原理恵
- 技術協力：Kカンパニー
- 音楽：東海テレビ、ビデオフォーカス

## 主題歌
- ラ・ヒターナ 〜La Gitana〜
  - 作詞：麻生圭子 / 編曲・作曲：梅林茂 / 歌：桂銀淑